# Tetrapropylammoniumhydroxid
Tetra-n-propylammoniumhydroxid (TPAOH) ist eine chemische Verbindung und das Hydroxidsalz des Tetrapropylammonium-Kations.

## Eigenschaften
Tetrapropylammoniumhydroxid ist als  niedermolekulare quartäre Ammoniumverbindung nur schwer isolierbar und liegt daher meist als farblose, manchmal leicht gelbliche wässrige Lösung vor. Sie ist luftempfindlich und sollte daher kühl und in geschlossenen Behältern, optimalerweise in einer Stickstoffatmosphäre, gelagert werden. Sie ist zudem inkompatibel mit Oxidationsmitteln.

## Verwendung
Tetrapropylammoniumhydroxid ist eine Base und kann als Edukt in der chemischen Synthese, im Ionenaustauscher, als Tensid und als Lösungsmittel eingesetzt werden. Auch Anwendungen als Bestandteil von Antistatika, Reinigungsmitteln, Weichmacher, Emulgatoren oder Pigmente sind bekannt. Es findet ebenso als Phasentransferkatalysator in der organischen Synthese Anwendung.